# Heteralcis
Heteralcis is een geslacht van vlinders van de familie Lecithoceridae.

## Soorten
- H. holocona (Meyrick, 1908)
- H. isochra (Meyrick, 1908)
- H. molybdantha (Meyrick, 1908)
- H. palathodes (Meyrick, 1906)
- H. platycapna (Meyrick, 1916)
- H. rhizophora (Meyrick, 1919)
- H. tetraclina (Meyrick, 1906)